# オレグ・サリュコフ
オレグ・レオニードヴィチ・サリュコフ（ロシア語: Олег Леонидович Салюков、1955年5月21日 - ）は、ソビエト連邦・ロシア連邦の陸軍軍人。2025年5月よりロシア連邦安全保障会議副書記。階級は上級大将。

## 経歴
1955年5月21日、欧露地方のサラトフ州サラトフ生まれ。父は大祖国戦争（独ソ戦）で活躍した戦車将校のレオニード・イワノビッチ・サリュコフ少将（Леонид Иванович Салюков、1920年 - 2006年）。
ペンザ第6中等学校卒業後、ソビエト連邦軍入隊。
1977年、ウリヤノフスク親衛高等戦車指揮学校卒業。1977年から1982年まで、小隊長、中隊長、キエフ軍管区の大隊首席参謀、キエフ軍管区の大隊長を歴任する。
1985年、マリノフスキー機甲部隊軍事アカデミー卒業。1985年から1994年まで、訓練戦車連隊副連隊長、訓練戦車連隊長、第4親衛戦車師団副司令官を歴任する。
1996年、ロシア連邦軍参謀本部軍事アカデミー卒業。1997年から2005年まで、第121自動車化狙撃師団長、第81親衛自動車化狙撃師団長、第35諸兵科連合軍参謀長、同軍司令官、極東軍管区副司令官を歴任した。
2005年、極東軍管区参謀長兼第一副司令官。2008年、極東軍管区司令官。2010年、ロシア連邦軍参謀本部副参謀総長。
2014年5月、大統領令によりロシア陸軍総司令官に任命された。現在行われている特別軍事作戦（2022年ウクライナ侵攻）では陸軍を指揮している。
2022年2月、欧州連合は、「ウクライナの領土保全、主権、独立およびウクライナの安定や安全を損ない、脅かす行動や政策を積極的に支持・実行している責任がある」として、制裁リストにサリュコフを追加した。
2025年5月15日、定年70歳の規定のためロシア陸軍総司令官を退役し、ロシア連邦安全保障会議副書記に転任した。

## 関連文献
- “Oleg Salyukov Commander-in-Chief of the Land Forces, Army General”. Ministry of Defence of Russian Federation. 2015年10月19日閲覧。
- “Commander-in-Chief of Russian Land Forces to discuss in New Delhi preparations for the Indra-2015 drills”. R&I Report. 2015年10月19日閲覧。
- “Salyukov named commander-in-chief of Russian Ground Forces”. Vestnik Kavkaza. 2015年10月19日閲覧。
- “Главнокомандующий Сухопутными войсками Олег Салюков. Биография”. Russian News Agency TASS. 2015年10月19日閲覧。